# Cameron Diaz
Cameron Michelle Diaz (San Diego, Kalifornia, 1972. augusztus 30. –) BAFTA- és többszörösen Golden Globe-díjra jelölt kubai származású amerikai színésznő, korábbi fotómodell. Filmjei révén az egyik legjobban fizetett színésznőnek számít.
Modellkarrierje után 21 évesen debütált a mozivásznon, Jim Carrey partnereként A Maszk (1994) című filmvígjátékban. Ezt követte az Álljon meg a nászmenet! (1997) című romantikus film mellékszerepe, majd a Farrelly testvérek által rendezett hasonló műfajú Keresd a nőt! (1998). Utóbbival a színésznő megszerezte első Golden Globe-jelölését. Az 1999-es Minden héten háború és A John Malkovich menet című filmekkel Diaz drámaibb hangvételű szerepekben is kipróbálhatta magát. 
Kritikailag elismert mellékszerepei voltak a Vanília égbolt (2001) és a New York bandái (2006) filmdrámákban. Eközben főszerepet játszott a Charlie angyalai (2000) és a Charlie angyalai: Teljes gázzal (2003) című akcióvígjátékokban. A Shrek-filmekben 2001 és 2010 között Fiona hercegnő eredeti hangját kölcsönözte. A 2000-es évek közepétől főleg komédiákban szerepelt: Holiday (2006), Míg a jackpot el nem választ (2008), Kéjjel-nappal (2010), Zöld darázs (2011) és Rossz tanár (2011). 2014-ben kijelentette, visszavonul a színészettől, de 2022-ben visszatért.

## Élete és pályafutása
Édesapja Emilio, kubai bevándorlók USA-ban született fia, olajfúró brigádvezető volt. Édesanyja Billie Early német, angol, holland és cseroki származású, amerikai születésű exportügynök. Testvére Chimene. Cameronra tizenhat évesen egy hollywoodi partin felfigyelt egy fotós és felajánlotta neki, hogy jelentkezzen az Elite Modellügynökségnél. Diaz megfogadta a tanácsát, elhagyta otthonát és a következő öt évben hivatásos modellként állandóan változtatta lakhelyeit: élt Japánban, Ausztráliában, Mexikóban, Marokkóban és Párizsban. Huszonegy évesen visszatért Kaliforniába, elment A Maszk című film szerepválogatására, és bár semmilyen színészi gyakorlata nem volt, őt választották a film női főszerepére Jim Carrey oldalán. A következő három évben kis költségvetésű független filmekben szerepelt: a Féktelen Minnesota című vígjátékban Keanu Reeves partnere volt, a Hullámzó kedélyek című thrillerben Harvey Keitel feleségét játszotta. A közönségfilmekbe az Álljon meg a nászmenet! című alkotással tért vissza Julia Roberts partnereként, 1997-ben.
A People magazin az „50 leggyönyörűbb színésznő a világon” listájába választotta 1998-ban és 2002-ben.
Felsőoktatási tanulmányokat nem végzett. Ő lett a második színésznő Julia Roberts után, aki 20 millió dollárt kapott egy szerepért.

## Magánélete
Partnerei voltak: Justin Timberlake, Jared Leto, Carlos De La Torre (1990–1995) és Matt Dillon (1997–1999). 2015-ben összeházasodott Benji Madden gitárossal. 2020-ban megszületett lányuk, Raddix Madden, 2024-ben pedig fiuk, Cardinal Madden.

## Filmográfia

### Film
| Év   | Magyar cím                                    | Eredeti cím                                                               | Szerep                  | Magyar hang         |
| ---- | --------------------------------------------- | ------------------------------------------------------------------------- | ----------------------- | ------------------- |
| 1994 | A Maszk                                       | The Mask                                                                  | Tina Carlyle            | Für Anikó           |
| 1995 | Az utolsó vacsora                             | The Last Supper                                                           | Jude                    | Orosz Helga         |
| 1996 | Ő az igazi                                    | She's the One                                                             | Heather                 | Für Anikó           |
| 1996 | Féktelen Minnesota                            | Feeling Minnesota                                                         | Freddie Clayton         | Ullmann Zsuzsa      |
| 1996 | Hullázó kedélyek                              | Head Above Water                                                          | Nathalie                | Für Anikó           |
| 1997 | Zsarolók városa                               | Keys to Tulsa                                                             | Trudy                   | Biró Anikó          |
| 1997 | Álljon meg a nászmenet!                       | My Best Friend's Wedding                                                  | Kimberly Wallace        | Gubás Gabi          |
| 1997 | Az élet sója                                  | A Life Less Ordinary                                                      | Celine Naville          | Für Anikó           |
| 1998 | Félelem és reszketés Las Vegasban             | Fear and Loathing in Las Vegas                                            | tv-riporter (cameo)     | Létay Dóra          |
| 1998 | Keresd a nőt!                                 | There's Something About Mary                                              | Mary Jensen             | Kováts Adél         |
| 1998 | Ronda ügy                                     | Very Bad Things                                                           | Laura Garrety           | Für Anikó           |
| 1999 | A John Malkovich menet                        | Being John Malkovich                                                      | Lotte Schwartz          | Für Anikó           |
| 1999 | Minden héten háború                           | Any Given Sunday                                                          | Christina Pagniacci     | Für Anikó           |
| 2000 | A nő ötször                                   | Things You Can Tell Just by Looking at Her                                | Carol Faber             | Nyírő Beáta         |
| 2000 | Charlie angyalai                              | Charlie's Angels                                                          | Natalie Cook            | Für Anikó           |
| 2001 | Láthatatlan cirkusz                           | The Invisible Circus                                                      | Faith                   | Csondor Kata        |
| 2001 | Shrek                                         | Shrek                                                                     | Fiona hercegnő (hangja) | Für Anikó           |
| 2001 | Vanília égbolt                                | Vanilla Sky                                                               | Julie Gianni            | Majsai-Nyilas Tünde |
| 2002 | Svihákok – A nyúl viszi a puskát              | Slackers                                                                  | önmaga (cameo)          |                     |
| 2002 | Édes kis semmiség                             | The Sweetest Thing                                                        | Christina Walters       | Für Anikó           |
| 2002 | Különvélemény                                 | Minority Report                                                           | nő a vonaton (cameo)    |                     |
| 2002 | New York bandái                               | Gangs of New York                                                         | Jenny Everdeane         | Für Anikó           |
| 2003 | Shrek 4-D: Lord Farquaad szelleme (rövidfilm) | Shrek 4-D                                                                 | Fiona hercegnő (hangja) | Für Anikó           |
| 2003 | Charlie angyalai: Teljes gázzal               | Charlie's Angels: Full Throttle                                           | Natalie Cook            | Für Anikó           |
| 2004 | Shrek 2.                                      | Shrek 2                                                                   | Fiona hercegnő (hangja) | Für Anikó           |
| 2005 | Egy cipőben                                   | In Her Shoes                                                              | Maggie Feller           | Für Anikó           |
| 2006 | Holiday                                       | The Holiday                                                               | Amanda Woods            | Für Anikó           |
| 2007 | Harmadik Shrek                                | Shrek the Third                                                           | Fiona hercegnő (hangja) | Für Anikó           |
| 2008 | Míg a jackpot el nem választ                  | What Happens in Vegas                                                     | Joy McNally             | Für Anikó           |
| 2009 | A nővérem húga                                | My Sister's Keeper                                                        | Sara Fitzgerald         | Für Anikó           |
| 2009 | A doboz                                       | The Box                                                                   | Norma Lewis             | Für Anikó           |
| 2010 | Shrek a vége, fuss el véle                    | Shrek Forever After                                                       | Fiona hercegnő (hangja) | Für Anikó           |
| 2010 | Kéjjel-nappal                                 | Knight and Day                                                            | June Havens             | Für Anikó           |
| 2011 | Zöld darázs                                   | The Green Hornet                                                          | Lenore Case             | Für Anikó           |
| 2011 | Rossz tanár                                   | Bad Teacher                                                               | Elizabeth Halsey        | Für Anikó           |
| 2012 | Dől a moné                                    | Gambit                                                                    | P. J. Puznowski         | Für Anikó           |
| 2012 | Várandósok – Az a bizonyos kilenc hónap       | What To Expect When You're Expecting                                      | Jules                   | Für Anikó           |
| 2012 |                                               | A Liar's Autobiography: The Untrue Story of Monty Python's Graham Chapman | Sigmund Freud (hangja)  |                     |
| 2013 | A jogász                                      | The Counselor                                                             | Malkina                 | Für Anikó           |
| 2013 |                                               | The Unbelievers (dokumentumfilm)                                          | önmaga                  |                     |
| 2013 | Hamarosan...                                  | In a World...                                                             | önmaga (cameo)          |                     |
| 2014 | A csajok bosszúja                             | The Other Woman                                                           | Carly                   | Für Anikó           |
| 2014 | Szexvideó                                     | Sex Tape                                                                  | Annie                   | Für Anikó           |
| 2014 | Annie                                         | Annie                                                                     | Miss Hannigan           | Für Anikó           |
| 2025 | Újra akcióban                                 | Back in Action                                                            | Emily                   | Für Anikó           |

### Televízió
| Év        | Magyar cím            | Eredeti cím             | Szerep                  | Megjegyzések                               |
| --------- | --------------------- | ----------------------- | ----------------------- | ------------------------------------------ |
| 1998–2014 | Saturday Night Live   | Saturday Night Live     | önmaga (házigazda)      | 4 epizód                                   |
| 2005      |                       | Trippin'                | önmaga                  | 10 epizód (vezető producer)                |
| 2007      | Shrekből az angyal    | Shrek the Halls         | Fiona hercegnő (hangja) | - különkiadás - magyar hangja: - Für Anikó |
| 2009      | Szezám utca           | Sesame Street           | önmaga                  | 3 epizód                                   |
| 2010      | Félelem és Shrekketés | Scared Shrekless        | Fiona hercegnő (hangja) | - különkiadás - magyar hangja: - Für Anikó |
| 2014      |                       | Bad Teacher             | nem szerepel            | producer (13 epizód)                       |
| 2020      |                       | The Drew Barrymore Show | önmaga                  | 1 epizód                                   |

### Videójátékok
| Év   | Cím              | Szerep                |
| ---- | ---------------- | --------------------- |
| 2003 | Charlie's Angels | Natalie Cook (hangja) |

## Jelentősebb díjai
- 2015 – Arany Málna díj – a legrosszabb női főszereplő (A csajok bosszúja és Szexvideó)
- 2015 – Arany Málna díj jelölés – a legrosszabb páros (Jason Segellel) (Szexvideó)
- 2015 – Arany Málna díj jelölés – a legrosszabb női mellékszereplő (Annie)
- 2009 – Arany Málna díj jelölés – a legrosszabb női főszereplő (Míg a jackpot el nem választ)
- 2009 – Arany Málna díj jelölés – a legrosszabb páros (Ashton Kutcherrel) (Míg a jackpot el nem választ)
- 2004 – Arany Málna díj jelölés – a legrosszabb női főszereplő (Charlie angyalai: Teljes gázzal)
- 2004 – MTV Movie Awards-díj – a legjobb táncrész – (Charlie Angyalai)
- 2003 – Golden Globe-díj jelölés – a legjobb női epizódszereplő (New York bandái)
- 2002 – Golden Globe-díj jelölés – a legjobb női epizódszereplő (Vanília égbolt)
- 2000 – Golden Globe-díj jelölés – a legjobb női epizódszereplő (A John Malkovich-menet)
- 1999 – Golden Globe-díj jelölés – a legjobb vígjáték- vagy musicalszínésznő (Keresd a nőt!)

## Magyarul megjelent könyvei
- A test könyve. Elárulom a szépség titkát: táplálkozás, mozgás és önbizalom; ford. Götz Andrea; Kossuth, Bp., 2014
- Cameron Diaz–Sandra Bark: A hosszú élet könyve. Az öregedés tudománya, az erő biológiája és az idő kiváltsága; ford. H. Kovács Mária; Kossuth, Bp., 2017